# Diều mào
Diều mào (danh pháp khoa học: Aviceda leuphotes) là một loài chim trong họ Accipitridae.

## Hình ảnh

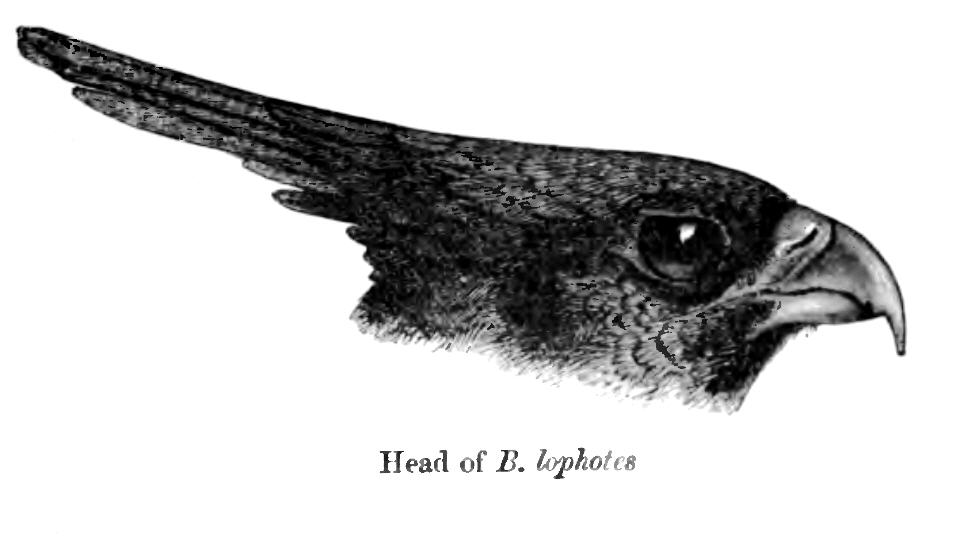